# Грборези
Грборези су насељено мјесто у Босни и Херцеговини у Граду Ливну које административно припада Федерацији Босне и Херцеговине. Према попису становништва из 1991. у насељу је живјело 860 становника.

## Географија
Грборези се дијеле на засеоке: Горње село, Доње село, Барице, Путарница и Вукадини-Врдољаци; припадају жупи Била.

## Историја
У селу значајни археолошки локалитет из времена средњег века — средњовековно гробље. Упоредо са археолошким локалитетом Св. Спас на врелу Цетине.

## Становништво
| Националност       | 1991.        | 1981.        | 1971.        |
| Хрвати             | 553 (64,30%) | 481 (61,74%) | 501 (64,06%) |
| Муслимани          | 303 (35,23%) | 262 (33,63%) | 275 (35,16%) |
| Срби               | 2 (0,23%)    | 2 (0,25%)    | 1 (0,12%)    |
| Југословени        | 1 (0,11%)    | 27 (3,46%)   | 0            |
| остали и непознато | 1 (0,11%)    | 7 (0,89%)    | 5 (0,63%)    |
| Укупно             | 860          | 779          | 782          |